# Wapen van Minas Gerais
Het wapen van Minas Gerais is het officiële symbool van Minas Gerais, een Braziliaanse staat.
Het wapen toont een rode ster tussen twee takken van de koffieplant. Deze takken verwijzen naar de verbouw van koffie en naar de landbouw in het algemeen. Op de rode ster staan twee pikhouwelen en een olielamp als symbolen van de mijnbouw, die net als de landbouw een belangrijke rol in de geschiedenis van de staat heeft gespeeld.
In het wapen staan drie teksten: bovenaan staat de wapenspreuk Libertas Quae Sera Tamen (Vrijheid, alhoewel laat), een kreet die ook in de vlag van Minas Gerais staat. Onder de ster staat de naam van de staat en de datum 15 juni 1891, de datum waarop de eerste grondwet van de huidige staat van kracht werd.